# Биржан сал (район)
Райо́н Биржа́н сал (каз. Біржан сал ауданы), он же Энбекшильде́рский (1928—1997) или Енбекшильде́рский райо́н (1997—2017) — административная единица в составе Акмолинской области Казахстана. 
Административный центр — город Степняк, расположен в 105 км к юго-востоку от Кокшетау.

## География
Район расположен на северо-востоке Акмолинской области, на казахском мелкосопочнике. Площадь территории — 11 тыс. км². что составляет 7,52 % от всей территории области (3-й район по размеру территории в области). 
Граничит:
- с районами Северо-Казахстанской области:
  - на крайнем северо-западе с Тайыншинским районом;
  - на севере с Акжарским районом;
  - на северо-востоке с Уалихановским районом;
- с районами Акмолинской области:
  - на востоке с Ерейментауским районом;
  - на юго-востоке с Степногорской городской администрацией;
  - на юге с Аккольским районом;
  - на юго-западе с Буландынским районом;
  - на западе с Бурабайским районом.

Климат резко континентальный. Абсолютный максимум температуры воздуха приходится на июнь, июль и август месяцы и колеблется в пределах от +16 градуса до +22 градусов. Самые холодные температуры воздуха приходятся на декабрь, январь и февраль месяцы. Комфортные погодные условия наступают в мае месяце, продолжительность которых за весь теплый период 75-90 дней. В осенний период осадков выпадает больше, чем весной.
Территория района входит в Ишимский водохозяйственный бассейн. В северной части района, на равнине породы большой частью перекрыты песчано-глинистыми продуктами коры выветривания, что приводит к затрудняемую водообмену подземных вод. Месторождения Яблоневская мульда находится на юге района. На территории района в южной части находится Кишкентайское месторождение подземных вод. Минерализация воды 0,2—0,9 г/л. Все месторождения расположены в южной части района, где формируются пресные и слабосолоноватые с минерализацией до 2 г/л. В северной части, характеризующейся затрудненными условиями питания и циркуляции подземных вод, формируются воды спорадического распространения с минерализацией 1—10 г/л. Воды не имеют практического значения.
В связи с большой сухостью климата и относительно равнинным рельефам речная сеть развита очень слабо. На территории района имеется 11 водотоков, длиной более 25 км и около 23 озер. На реках , как в течение года, так и в многолетнем разрезе, наблюдаются значительные колебания уровней воды. Большинство озер бессточные, или же сток из них происходит только в отдельные многоводные годы.
В районе располагается Буйрекколь — могильник эпохи бронзы.

## История
Район образован 17 января 1928 года с центром в посёлке Казгородок (ныне — аул Ульги), Кзыл-Джарского округа. 
С 10 мая 1928 года по 17 декабря 1930 года входил в состав Петропавловского округа. 
С 1932 по 1936 годы район находился в составе Карагандинской области. 
С 29 июля 1936 года по 14 октября 1939 года — в подчинении Северо-Казахстанской области. 
С 14 октября 1939 года по 15 марта 1944 года — в подчинении Акмолинской области.
С 15 марта 1944 года входит в состав Кокчетавской области, позже Указом Президиума Верховного Совета КазССР от 3 июня 1955 года административный центр района переносится в город Степняк, который был образован в 1938 году. С момента подписания Указа о перенесении центра в город Степняк, населённый пункт из городов областного подчинения переводится в категорию городов районного подчинения.
С декабря 1960 года в течение пяти лет до октября 1965 года, Энбекшильдерский район входит в состав Целинного края, наряду со всеми северными районами и областями. Центром края становится город Акмолинск, который в 1961 году был переименован в Целиноград. С 2 января 1963 года по 30 декабря 1964 года являлся Энбекшильдерским сельским районом.
С упразднением в 1965 года Целинного края, начиная с 30 декабря 1964 года по октябрь 1993 года — находится в административном подчинении Кокчетавской области, позже — Кокшетауской области (1993—1997).
Согласно закону «О мерах по оптимизации административно-территориального устройства Республики Казахстан» (инициированным первом президентом Республики Казахстан — Н. А. Назарбаевым) 22 апреля 1997 года, Указом Президента Республики Казахстан от 3 мая 1997 года Кокчетавская область была упразднена, территория области была включена с состав Северо-Казахстанской области.
Валихановский район Кокчетавской области был упразднён, некоторые населённые пункты (в том числе административный центр бывшего района — село Валиханово) и сельсоветы вошли в состав Энбекшильдерского района.
С 8 апреля 1999 года — в составе Акмолинской области.
13 декабря 2017 года указом президента Енбекшильдерский район был переименован в район Биржан сал в честь казахского акына, композитора Биржан-сала Кожагул-улы.

## Население
| Численность населения | Численность населения | Численность населения | Численность населения | Численность населения | Численность населения | Численность населения | Численность населения | Численность населения |
| 1939                  | 1959                  | 1970                  | 1979                  | 1989                  | 1999                  | 2004                  | 2005                  | 2006                  |
| --------------------- | --------------------- | --------------------- | --------------------- | --------------------- | --------------------- | --------------------- | --------------------- | --------------------- |
| 15 683                | ↗39 388               | ↗39 442               | ↘35 926               | ↘29 294               | ↘25 599               | ↘20 337               | ↘19 819               | ↘19 124               |
| 2007                  | 2008                  | 2009                  | 2010                  | 2011                  | 2012                  | 2013                  | 2014                  | 2015                  |
| ↘18 673               | ↘18 214               | ↘17 930               | ↘17 659               | ↘17 276               | ↘16 820               | ↘16 499               | ↘16 295               | ↘15 937               |
| 2016                  | 2017                  | 2018                  | 2019                  | 2020                  | 2021                  | 2022                  |                       |                       |
| ↘15 679               | ↘15 118               | ↘14 738               | ↘14 360               | ↘13 925               | ↘13 533               | ↘13 163               |                       |                       |

Урбанизация
Всего в районе лишь один населённый пункт имеет статус города — Степняк, где проживают 3 353 чел. или 25,47 % населения района (2022).

### Национальный состав
| №  | Национальность | 1939 год          | 2019 год          |
| -- | -------------- | ----------------- | ----------------- |
| 1  | Казахи         | 9 404 (59,96 %)   | 9 189 (63,99 %)   |
| 2  | Русские        | 3 722 (23,73 %)   | 3 553 (24,74 %)   |
| 3  | Немцы          | 20 (0,13 %)       | 329 (2,29 %)      |
| 4  | Украинцы       | 1 866 (11,90 %)   | 271 (1,89 %)      |
| 5  | Татары         | 136 (0,87 %)      | 258 (1,80 %)      |
| 6  | Белорусы       | 48 (0,31 %)       | 243 (1,69 %)      |
| 7  | Марийцы        | -                 | 113 (0,79 %)      |
| 8  | Ингуши         | -                 | 62 (0,43 %)       |
| 9  | Башкиры        | -                 | 33 (0,23 %)       |
| 10 | Поляки         | 29 (0,18 %)       | 29 (0,20 %)       |
| 11 | Армяне         | -                 | 25 (0,17 %)       |
| 12 | Удмурты        | -                 | 25 (0,17 %)       |
| 13 | Азербайджанцы  | -                 | 22 (0,15 %)       |
| 14 | Чеченцы        | -                 | 3 (0,02 %)        |
| 15 | Корейцы        | 47 (0,30 %)       | 1 (0,01 %)        |
| 16 | Молдаване      | -                 | 1 (0,01 %)        |
| 17 | Другие         | 411 (2,62 %)      | 203 (1,41 %)      |
| 18 | Всего          | 15 683 (100,00 %) | 14 360 (100,00 %) |

### Половозрастной состав
По данным Национальной переписи населения Республики Казахстан 2009 года:
| Возраст     | Мужчины, чел. | Женщины, чел. | Общая численность, чел. | Доля от всего населения, % |
| ----------- | ------------- | ------------- | ----------------------- | -------------------------- |
| 0 — 14 лет  | 2 192         | 2 029         | 4 221                   | 23,54 %                    |
| 15 — 64 лет | 6 107         | 5 885         | 11 992                  | 66,88 %                    |
| от 65 лет   | 635           | 1 082         | 1 717                   | 9,58 %                     |
| Всего       | 8 934         | 8 996         | 17 930                  | 100,00%                    |

## Административно-территориальное деление
Район Биржан сал — как отдельная административная единица 2-го уровня Казахстана, включает в свой состав 15 административно-территориальных образований 3-го уровня, в том числе: 1 городская администрация, 10 сельских округов, 4 села.
| №        | Административная единица            | Административный центр | Количество населённых пунктов | Население (2009) | Доля от всего населения, % |
| -------- | ----------------------------------- | ---------------------- | ----------------------------- | ---------------- | -------------------------- |
| 1e-06    | Городские поселения:                |                        |                               |                  |                            |
| 1        | Степнякская городская администрация | город Степняк          | 2                             | 4 413            | 24,61                      |
| 1.000002 | Сельские поселения:                 |                        |                               |                  |                            |
| 2        | Село Аксу                           | аул Аксу               | 1                             | 386              | 2,15                       |
| 3        | Ангалбатырский сельский округ       | аул Ангал батыра       | 2                             | 933              | 5,20                       |
| 4        | Баймырзинский сельский округ        | село Баймырза          | 2                             | 698              | 3,89                       |
| 5        | Бирсуатский сельский округ          | село Бирсуат           | 2                             | 868              | 4,84                       |
| 6        | Валихановский сельский округ        | село Валиханово        | 2                             | 491              | 2,74                       |
| 7        | Донской сельский округ              | аул Андыкожа батыра    | 2                             | 1 431            | 7,98                       |
| 8        | Енбекшильдерский сельский округ     | село Енбекшильдерское  | 3                             | 1 153            | 6,43                       |
| 9        | Село Заозёрное                      | село Заозёрное         | 1                             | 436              | 2,43                       |
| 10       | Заураловский сельский округ         | село Заураловка        | 3                             | 988              | 5,51                       |
| 11       | Село Кенащы                         | село Кенащы            | 1                             | 386              | 2,15                       |
| 12       | Село Краснофлотское                 | село Краснофлотское    | 1                             | 389              | 2,17                       |
| 13       | Макинский сельский округ            | село Макинка           | 6                             | 3 141            | 17,52                      |
| 14       | Село Мамай                          | село Мамай             | 1                             | 342              | 1,91                       |
| 15       | Ульгинский сельский округ           | аул Ульги              | 6                             | 1 875            | 10,46                      |

### Населённые пункты
В районе Биржан сал — 35 населённых пунктов, в том числе — 1 город, 29 сёл и 5 аулов. 
| №  | Населённый пункт | Тип                           | Население, 1999 | Население, 2009 | Административная единица            |
| -- | ---------------- | ----------------------------- | --------------- | --------------- | ----------------------------------- |
| 1  | Акбулак          | аул                           | 318             | ↘150            | Енбекшильдерский сельский округ     |
| 2  | Аксу             | аул                           | 471             | ↘270            | Село Аксу                           |
| 3  | Актас            | село                          | 555             | ↘444            | Енбекшильдерский сельский округ     |
| 4  | Алга             | село                          | 173             | ↘141            | Валихановский сельский округ        |
| 5  | Ангал батыра     | аул                           | 951             | ↘783            | Ангалбатырский сельский округ       |
| 6  | Андыкожа батыра  | аул                           | 1 135           | ↘919            | Донской сельский округ              |
| 7  | Баймырза         | село                          | 639             | ↘480            | Баймырзинский сельский округ        |
| 8  | Бирсуат          | село                          | 961             | ↘480            | Бирсуатский сельский округ          |
| 9  | Буланды          | село                          | 419             | ↘239            | Макинский сельский округ            |
| 10 | Валиханово       | село                          | 1 105           | ↘191            | Валихановский сельский округ        |
| 11 | Енбекшильдерское | село                          | 513             | ↗514            | Енбекшильдерский сельский округ     |
| 12 | Жаналык          | село                          | 166             | ↘150            | Ангалбатырский сельский округ       |
| 13 | Жукей            | село                          | 206             | ↘196            | Ульгинский сельский округ           |
| 14 | Заозёрное        | село                          | 1 896           | ↘436            | Село Заозёрное                      |
| 15 | Заураловка       | село                          | 654             | ↘441            | Заураловский сельский округ         |
| 16 | Карагай          | село                          | 112             | ↘73             | Макинский сельский округ            |
| 17 | Каратал          | село                          | 194             | ↘109            | Макинский сельский округ            |
| 18 | Карловка         | село                          | 176             | ↘130            | Ульгинский сельский округ           |
| 19 | Кенащы           | село                          | 576             | ↘386            | Село Кенащы                         |
| 20 | Когам            | село                          | 356             | ↗358            | Макинский сельский округ            |
| 21 | Краснофлотское   | село                          | 656             | ↘352            | Село Краснофлотское                 |
| 22 | Кудукагаш        | село                          | 482             | ↘378            | Заураловский сельский округ         |
| 23 | Кызылуюм         | село                          | 238             | ↘221            | Ульгинский сельский округ           |
| 24 | Макинка          | село                          | 1 900           | ↗2 013          | Макинский сельский округ            |
| 25 | Макпал           | село                          | 398             | ↘316            | Макинский сельский округ            |
| 26 | Мамай            | село                          | 605             | ↘342            | Село Мамай                          |
| 27 | Пригорхоз        | село                          | 261             | ↘145            | Степнякская городская администрация |
| 28 | Сауле            | село                          | 427             | ↘387            | Бирсуатский сельский округ          |
| 29 | Степняк          | город, административный центр | 5 068           | ↘4 268          | Степнякская городская администрация |
| 30 | Тасшалкар        | село                          | 625             | ↘512            | Донской сельский округ              |
| 31 | Трамбовка        | село                          | 152             | ↘120            | Ульгинский сельский округ           |
| 32 | Ульги            | аул                           | 1 241           | ↘1 086          | Ульгинский сельский округ           |
| 33 | Уюмшил           | село                          | 177             | ↘122            | Ульгинский сельский округ           |
| 34 | Шошкалы          | село                          | 217             | ↗218            | Баймырзинский сельский округ        |
| 35 | Яблоновка        | село                          | 239             | ↘169            | Заураловский сельский округ         |

#### Упразднённые населённые пункты
Совместным решением XIX сессии Северо-Казахстанского областного Маслихата и Акима области от 30 октября 1998 года N 19/10-241 «Об исключении из учетных данных населенных пунктов области, утративших статус самостоятельных административно-территориальных единиц» (зарегистрированное Управлением юстиции Северо-Казахстанской области 15 декабря 1998 года № 43):
- сёла Ворошилово, Достык, Каскат, Жамбай Валихановского, Краснофлотского, Донского, Енбекшильдерского сельских округов были переведены в категорию иных поселений и исключены из учётных данных в связи с утратой статуса самостоятельных административно-территориальных единиц.

Решением Акмолинского областного маслихата, акима Акмолинской области от 12 апреля 2001 г. N С-7-11 «Об упразднении отдельных административно-территориальных единиц» (зарегистрированное Управлением юстиции Акмолинской области 8 мая 2001 г. № 589):
- село Абай Енбекшильдерского сельского округа было переведено в категорию иных поселений и исключено из учётных данных в связи в выездом жителей;
- сёла Булакты-Шилик, Дальний Краснофлотского сельского округа были переведены в категорию иных поселений и исключены из учётных данных в связи в выездом жителей.

Постановлением акимата Акмолинской области от 13 декабря 2008 года N A-9/561 и решением Акмолинского областного маслихата от 13 декабря 2008 года N 4C-11/16 О«б упразднении некоторых населенных пунктов Енбекшильдерского района Акмолинской области» (зарегистрированное Департаментом юстиции Акмолинской области 19 января 2009 года № 3297):
- село Карасор Кенащинского сельского округа было переведено в категорию иных поселений и исключено из учётных данных в связи в выездом жителей;
- село Тассу Бирсуатского сельского округа было переведено в категорию иных поселений и исключено из учётных данных в связи в выездом жителей;
- село Итемген Мамайского сельского округа было переведено в категорию иных поселений и исключено из учётных данных в связи в выездом жителей.

Согласно Постановлению акимата Акмолинской области от 10 декабря 2009 года № а-13-532 и решению Акмолинского областного маслихата от 10 декабря 2009 года № 4С-19-5 «Об упразднении и преобразовании некоторых населенных пунктов и сельских округов Акмолинской области по Аккольскому, Аршалынскому, Астраханскому, Атбасарскому, Енбекшильдерскому, Зерендинскому, Есильскому, Целиноградскому, Шортандинскому районам» (зарегистрированное Департаментом юстиции Акмолинской области 20 января 2010 года № 3344):
- сёла Арай, Белагаш Краснофлотского сельского округа были переведены в категорию иных поселений и были включены в состав села Краснофлотское (административного центра сельского округа)
- сёла Азнабай, Карасу, Прожектор, Терек Валихановского сельского округа были переведены в категорию иных поселений и были включены в состав села Валиханово (административного центра сельского округа);
- село Кишкентай Бирсуатского сельского округа было переведено в категорию иных поселений и включено в состав села Сауле;
- село Дачи Макинского сельского округа было переведено в категорию иных поселений и включено в состав села Буланды.

Постановлением акимата Акмолинской области от 13 декабря 2013 года № А-11/556 и решением Акмолинского областного маслихата от 13 декабря 2013 года № 5С-20-10 «Об изменении административно-территориального устройства Акмолинской области» (зарегистрированное Департаментом юстиции Акмолинской области 21 января 2014 года № 3976):
- село Атансор Енбекшильдерского сельского округа было переведено в категорию иных поселений с исключением из учётных данных и включено в состав села Енбекшильдерское (административного центра сельского округа).

Постановлением акимата Акмолинской области от 13 декабря 2019 года № А-12/623 и решением Акмолинского областного маслихата от 13 декабря 2019 года № 6С-40-9 «Об изменении административно-территориального устройства района Биржан сал Акмолинской области» (зарегистрированное Департаментом юстиции Акмолинской области 23 декабря 2019 года № 7588):
- село Кудабас Валихановского сельского округа было переведено в категорию иных поселений с исключением из учётных данных и включено в состав села Валиханово (административного центра сельского округа);
- село Сапак Аксуского сельского округа было переведено в категорию иных поселений с исключением из учётных данных и включено в состав аула Аксу (административного центра сельского округа).